# Kim Andersen
Kim Andersen   (Malling, 10 de febrer de 1958) és un ciclista danès, ja retirat, que fou professional entre 1980 i 1992. Durant la seva carrera esportiva destaquen tres edicions de la Volta a Dinamarca, una etapa al Tour de França de 1983, una a la Volta a Espanya de 1981 i la Fletxa Valona de 1984.
El 1987 va donar positiu per dopatge, sent inicialment sancionat de per vida, però posteriorment fou modificada per una sanció d'un any sense córrer. El 1992 va tornar a donar positiu i va ser acomiadat del seu equip.
Una vegada retirat continuà vinculat a l'esport com a director esportiu de diferents equips. Des del 2011 ho és de l'equip Trek.

## Palmarès
- 1979
  - 1r a la Volta a la Baixa Saxònia
- 1981
  - 1r al Gran Premi de Canes
  - Vencedor d'una etapa de la Volta a Espanya
  - Vencedor d'una etapa a l'Étoile des Espoirs
- 1982
  - Vencedor d'una etapa de la Volta als Països Baixos
  - Vencedor d'una etapa dels Quatre dies de Dunkerque
  - Vencedor d'una etapa de Gran Premi del Midi Libre
  - Vencedor d'una etapa al Tour de l'Aude
- 1983
  - 1r a la Volta a Dinamarca i vencedor de 2 etapes
  - 1r al Trofeu dels Escaladors
  - 1r al Gran Premi de Mònaco
  - Vencedor d'una etapa al Tour de França
- 1984
  - 1r a la Fletxa Valona
  - 1r a la Volta a Dinamarca i vencedor de 2 etapes
  - 1r al Tour del Llemosí i vencedor d'una etapa
  - 1r al Gran Premi d'Isbergues
  - Vencedor d'una etapa dels Quatre dies de Dunkerque
- 1985
  - Vencedor d'una etapa de la Volta a Dinamarca
  - Vencedor d'una etapa a l'Étoile des Espoirs
- 1986
  - 1r a la París-Camembert
  - Vencedor d'una etapa de la Volta a Irlanda
- 1987
  -  Campió de Dinamarca en ruta
  - 1r a la Volta a Dinamarca
  - 1r a la París-Bourges i vencedor de 2 etapes
  - 1r a la Scandinavian Open Road Race
  - Vencedor d'una etapa del Tour del Llemosí
  - Vencedor d'una etapa de l'Étoile de Bessèges
- 1990
  - 1r al Gran Premi Cholet-País del Loira
  - Vencedor d'una etapa de la Volta a Suïssa
  - Vencedor d'una etapa de la Tour de Vaucluse
- 1991
  - 1r al Gran Premi de la vila de Rennes
  - 1r al Tour de Poitou-Charentes i vencedor d'una etapa

### Resultats al Tour de França
- 1981. Abandona (6a etapa)
- 1982. 17è de la classificació general
- 1983. 28è de la classificació general. Vencedor d'una etapa. Porta el mallot groc durant 6 etapes
- 1984. 50è de la classificació general
- 1985. 47è de la classificació general. Porta el mallot groc durant 4 etapes
- 1987. 62è de la classificació general

### Volta a Espanya
- 1981. 30è de la classificació general. Vencedor d'una etapa